# Domusnovas
Domusnovas là một đô thị ở tỉnh Sud Sardegna trong vùng Sardegna, cách Cagliari 40 km về phía tây bắc và khoảng 20 km về phía đông bắc của Carbonia. Tại thời điểm ngày 31 tháng 12 năm 2004, đô thị này có dân số 6.520 người và diện tích là 80,5 km².
Domusnovas giáp các đô thị: Fluminimaggiore, Gonnosfanadiga, Iglesias, Musei, Villacidro, Villamassargia.